# Alfonso Reyes
Alfonso Reyes Ochoa (Monterrey, 17 maggio 1889 – Città del Messico, 27 dicembre 1959) è stato uno scrittore, poeta e diplomatico messicano.
Reyes è soprannominato nel suo paese El regiomontano universal (Il regiomontano universale) cioè l'abitante di Monterrey per antonomasia. Suo padre fu il generale Bernardo Reyes che occupò importanti incarichi statali durante il governo di Porfirio Díaz, arrivando a essere governatore dello stato del Nuovo León.

## Formazione e opere giovanili
Reyes cominciò la sua educazione a Monterrey dove frequentò il Liceo Francese della città. Successivamente si iscrisse alla facoltà di giurisprudenza a Città del Messico e il 16 luglio 1913 si laureò in tale disciplina.
Nel 1909, insieme con altri scrittori come Pedro Henríquez, Antonio Caso e José Vasconcelos, fondò un'associazione nota come Ateneo de la Juventud (Ateneo della gioventù), dove si davano letture dei classici greci. Nel 1910, a ventun anni, pubblicò il suo primo libro, Cuestiones Estéticas (Questioni estetiche), che gli valse il plauso di alcuni critici europei. La rivoluzione messicana del 1910 ebbe conseguenze funeste per la famiglia di Reyes che era schierata dalla parte di Porfirio Díaz. Reyes ricorda che scriveva a casa sua, a Città del Messico, con una carabina Winchester carica appoggiata alla scrivania, chiedendosi quando sarebbe arrivato il momento di usarla. Nell'agosto del 1912 fu nominato segretario della Scuola Nazionale di Alti Studi dove tenne la cattedra di Storia della Lingua e della Letteratura Spagnola fino al giugno del 1913. Nello stesso anno fu nominato membro della legazione messicana in Francia, incarico che lo impegnò fino al 1914. Nel 1913 suo padre partecipò al tentativo di colpo di Stato contro il presidente Francisco Madero, dal quale derivarono una lunga serie di scontri conosciuti come la decena trágica (Il decennio tragico). Il generale Bernardo Reyes morì il primo giorno di combattimenti, in pieno centro di Città del Messico. In memoria di questo triste giorno Alfonso Reyes scriverà una delle sue più belle poesie. Il coinvolgimento del padre nel colpo di Stato del 1913 e la successiva partecipazione del fratello al governo di Victoriano Huerta tolsero a Reyes, che si trovava in Francia, ogni possibilità di rientrare nel suo paese.

## Esilio in Spagna
Dopo un breve viaggio a Cuba, Reyes decise di andare in esilio in Spagna dove rimase fra il 1914 e il 1924. Durante il suo esilio spagnolo si consacrò alla letteratura che combinò spesso con il giornalismo. In questi anni fu influenzato criticamente dalla scuola di Menéndez Pidal e successivamente dall'estetica di Benedetto Croce. Pubblicò un certo numero di saggi sulla poesia del Siglo de oro in Spagna, fra i quali Barocco e Gongora, oltre a essere uno dei primi studiosi ad occuparsi di Juana Inés de la Cruz. Di questi anni sono alcuni importanti lavori come la breve e magistrale opera Cartones de Madrid (Cartoni di Madrid) del 1917, Visión de Anáhuac (La visione di Anáhuac) e El cazador (Il cacciatore) del 1921. Come critico collaborò con la Revista de Filologia Española, la Revista de Occidente e la Revue Hispanique. Pur essendo in ristrettezze economiche, Reyes si rifiutò per principio di chiedere la cittadinanza spagnola che gli avrebbe potuto fruttare un posto statale. Quando negli anni venti lo sconquasso della rivoluzione volse al termine la sua fama di intellettuale arrivò fino in Messico e il governo decise di inserirlo nel corpo diplomatico.

## Maturità letteraria e carriera diplomatica
Nel giugno del 1920, Reyes fu nominato secondo segretario della legazione diplomatica messicana in Spagna. Fu incaricato di trattative con il governo spagnolo fra il 1922 e il 1924, poi ministro plenipotenziario in Francia dal 1924 al 1927 e ambasciatore del Messico in Argentina dal 1927 al 1930. In questi anni sono notevoli i suoi interventi sulla letteratura spagnola e classica e sull'estetica, fra i quali Cuestiones gongorinas (Questioni gongorine, 1927), Discurso por Virgilio (Discorso su Virgilio, 1931) e Cuestiones estéticas (Questioni estetiche, 1932). Nel suo corpus poetico che rivela una profonda conoscenza degli strumenti formali si segnalano Ifigenia cruel (Ifigenia crudele, 1924) Pausa (id., 1926), Cinco casi sonetos (Cinque quasi-sonetti, 1931), Otra voz (Altra voce, 1936) e Cantata en la tumba de Federico García Lorca (Cantata sulla tomba di Federico García Lorca, 1937). Reyes lasciò inoltre un ampio numero di traduzioni da Sterne, Chesterton, Čechov e curò edizioni del Cid, di Lope de Vega, di Gracián e di Quevedo.
A Buenos Aires, Reyes, tramite Victoria Ocampo, ha occasione di conoscere brillanti intellettuali come Xul Solar, Leopoldo Lugones, i giovani Jorge Luis Borges e Adolfo Bioy Casares oltre al celebre Paul Groussac. Dal 1936 al 1937 Reyes fu all'ambasciata messicana in Brasile. Nell'aprile del 1939 diventò direttore della Casa de España in Messico, un'istituzione fondata da esuli della guerra civile spagnola. Tra il suo ritorno dall'esilio e la fine degli anni trenta Reyes si trasformò in una figura fondamentale per la letteratura latinoamericana come attesta l'ammirazione di Borges che lo considerava "Il miglior prosatore di lingua spagnola di tutti i tempi". Alla fine degli anni '30 un gruppo di scrittori sudamericani lanciò la sua candidatura al Premio Nobel per la letteratura, ma il movimento nazionalista messicano, in quel momento molto forte, si oppose alla candidatura, perché l'opera di Reyes non era specificamente dedicata a temi nazionalistici. Nel 1958 ricevette lauree honoris causa dall'università della Sorbona e dall'università di Berkeley. Nel 1959 morì, vittima di un disturbo cardiaco. Le sue opere complete sono pubblicate a cura del Fondo di cultura economica del Messico in 27 volumi.